# Église Notre-Dame de Lombeek-Notre-Dame
L'église Notre-Dame (Onze-Lieve-Vrouwkerk en néerlandais) est une église de  style gothique située à Lombeek-Notre-Dame, section de la commune belge de Roosdaal, dans la province du Brabant flamand.
Elle présente la caractéristique très rare en Flandre de posséder un clocher tors.

## Historique
L'église est classée comme monument historique depuis le 25 mars 1938 et figure à l'Inventaire du patrimoine immobilier de la Région flamande sous la référence 40531.

## Architecture

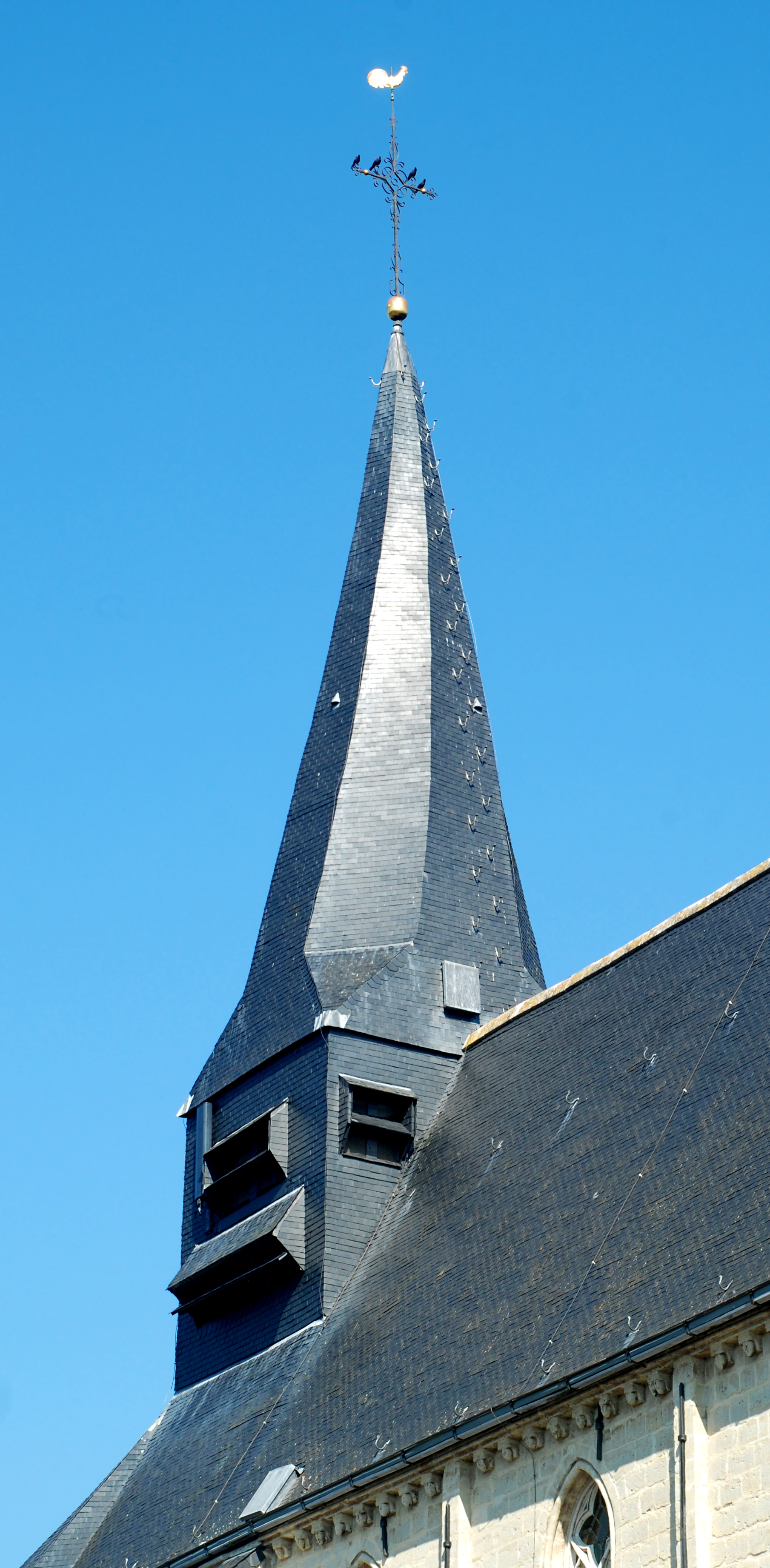
Le clocher tors.
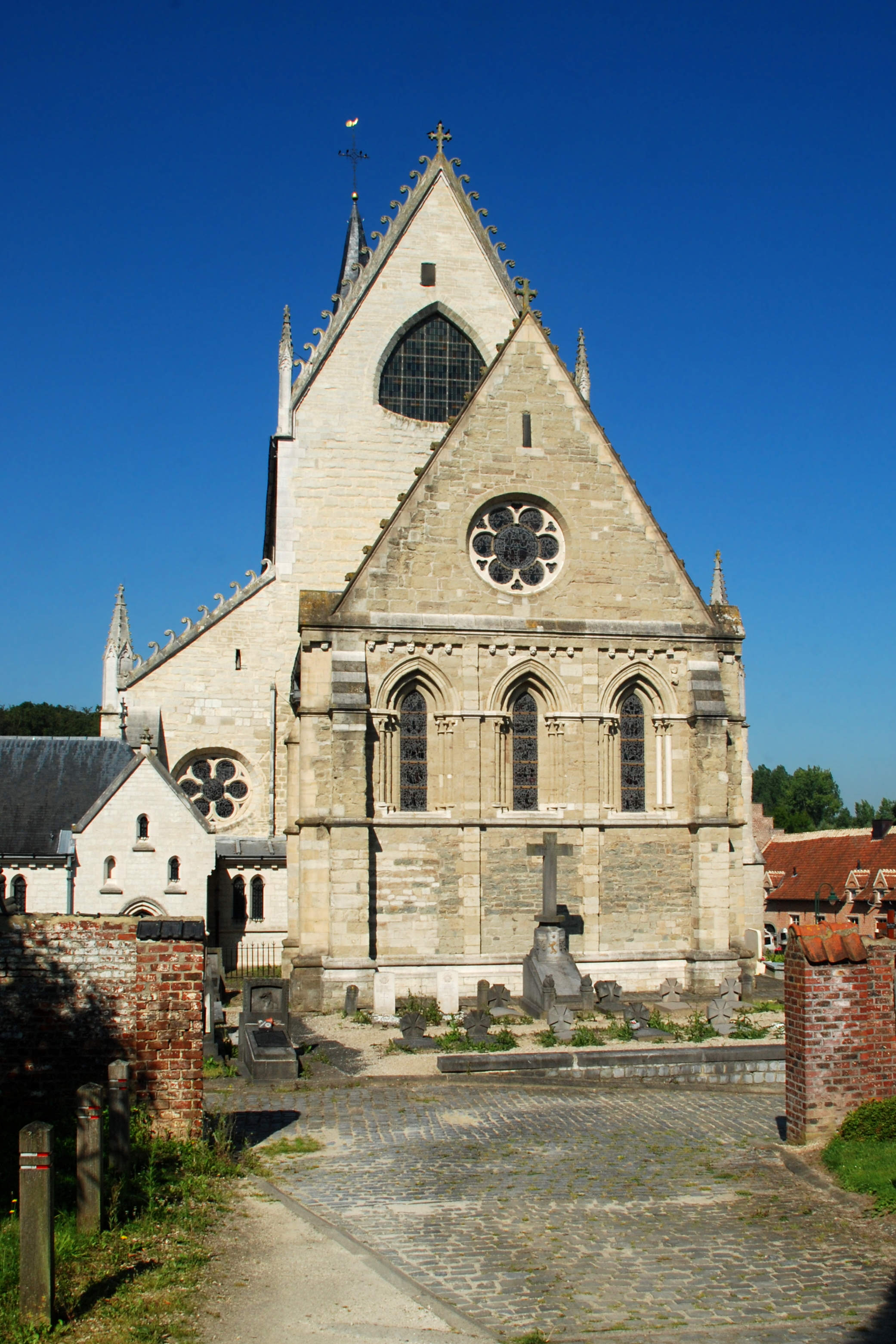
L'église vue de l'est.
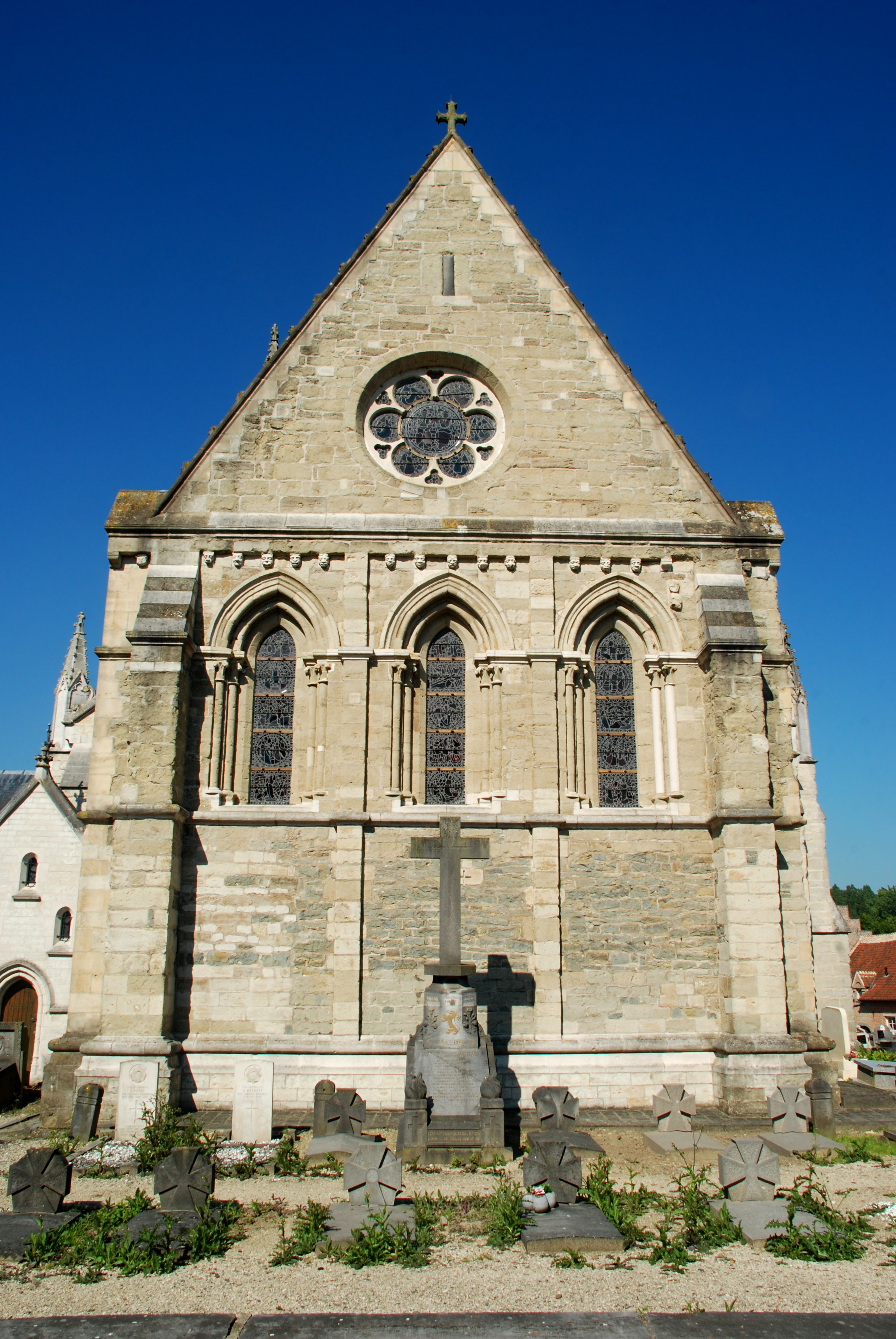
Le chevet.

## Patrimoine

Retable
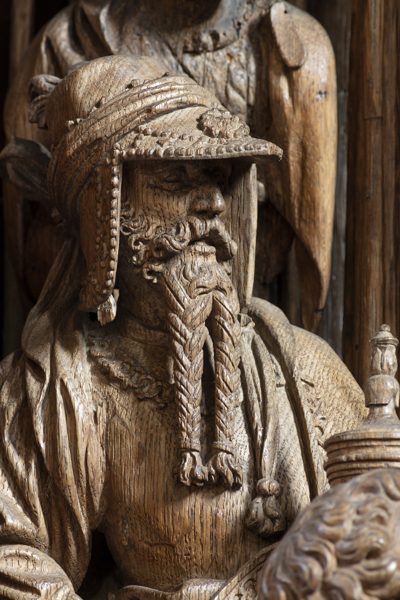
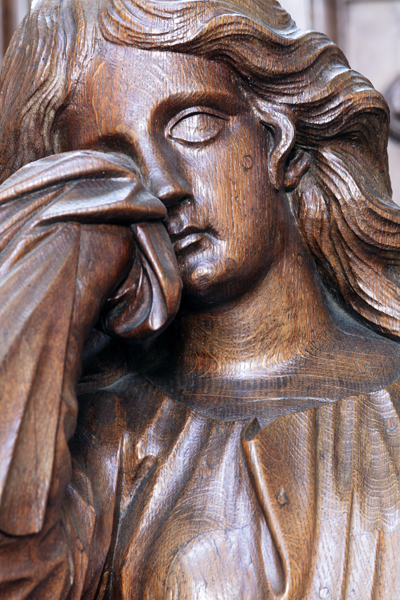
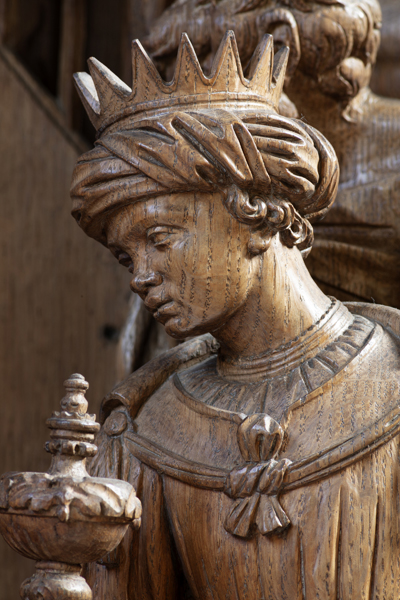